# 藩部
藩部（转写：tulergi golo）是中國清朝特有的政治、地理概念，一般指其境內由理藩院管理的蒙古、青海、西藏、新疆以及東北地區具有一定自治權利的部族，被朝廷視為“藩籬”。清宣统二年（1910年）经清朝政府审定发行的《中国地理教科书》的“中国总论”一节中将清朝全境除内地（京畿及十八省）以外的地域划分为四大区：关东（三省）、西域（新疆省）、北藩（内外蒙古）、西藩（青海西藏）。
欧洲人将藩部称为中属韃靼利亞或中國韃靼利亞（英語：Chinese Tartary），作為一個古老的地理表述用法，歐洲人曾將居住於中國長城以外和青藏高原的各族群指稱為“韃靼”，包括蒙古人、滿人、藏人、回人，乃至日本人（如下圖紫色所示），其居住領域則稱為「韃靼利亞」；而以中華帝國自居的清朝治下的“韃靼人”聚居區，就被歐洲人稱為“中属韃靼利亞”。

## 術語的歷史

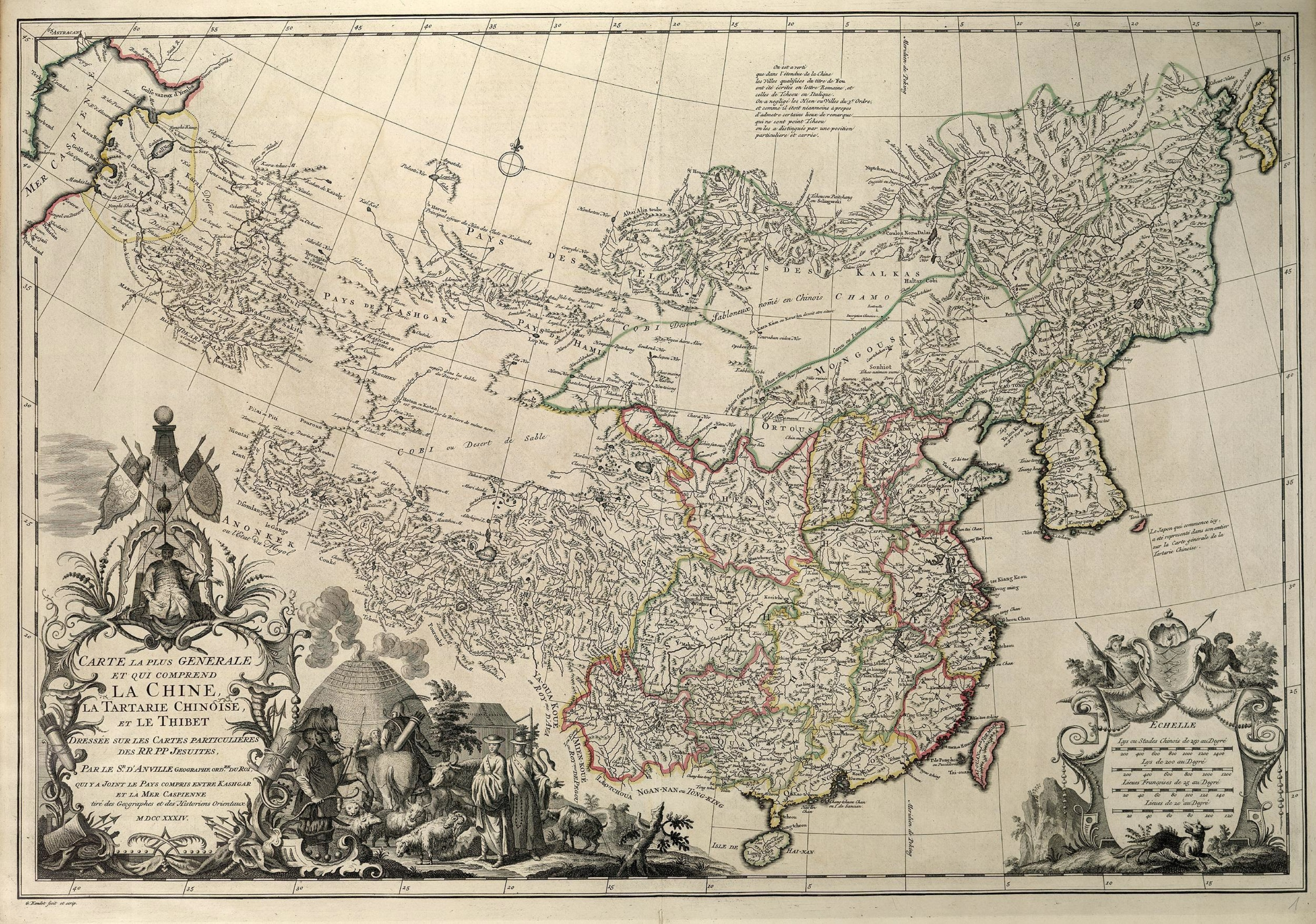
1734年由讓-巴蒂斯特·布吉尼翁·當維爾繪製的中國和中國韃靼利亞地圖。

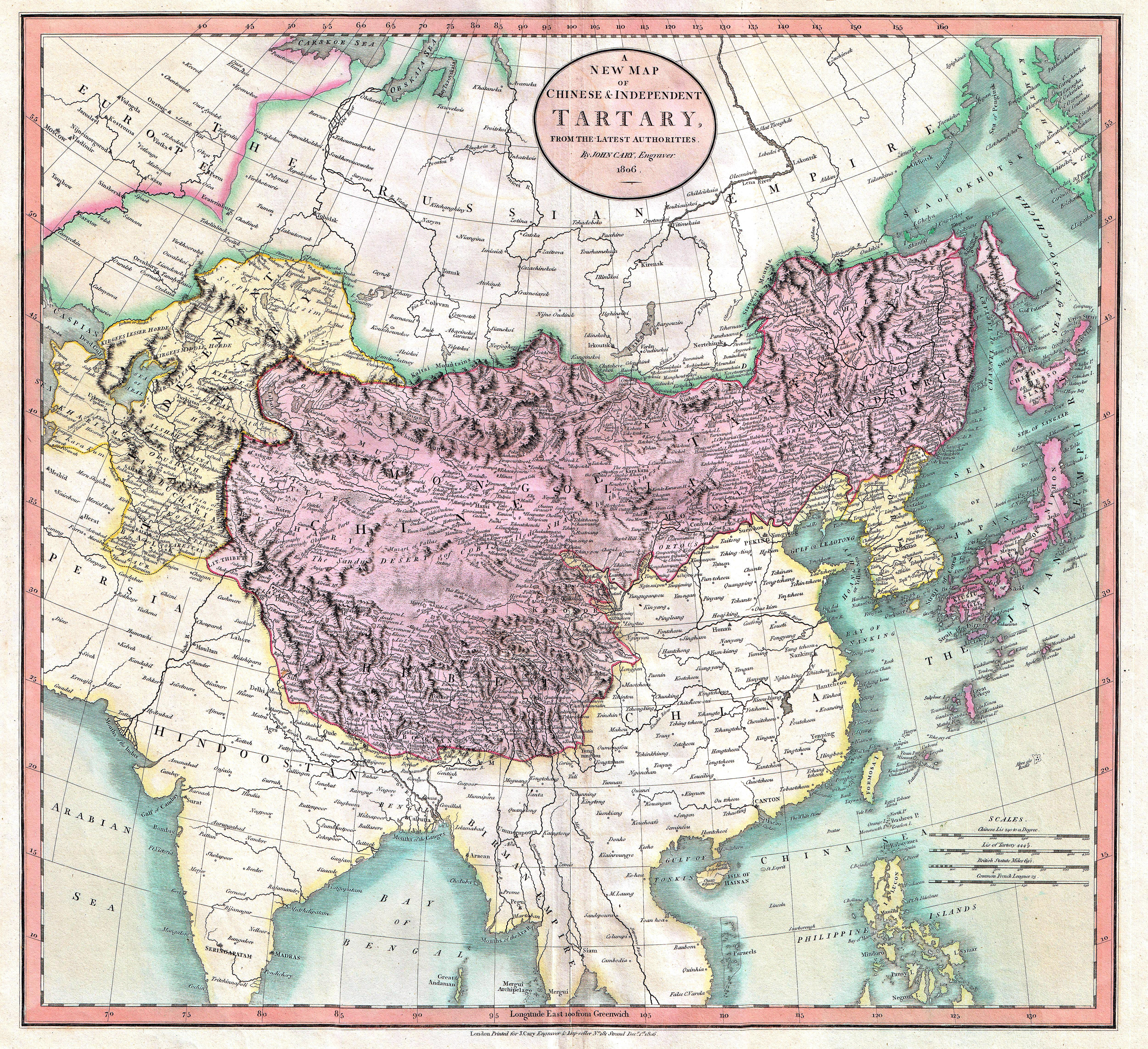
1806年區分獨立的韃靼利亞（黄色）和中國韃靼利亞（紫色）的地圖。

清廷依賴當地世襲王公貴族進行統治，故與駐於北京的滿洲王公相對，藩部也被稱為「外藩」。
早期的歐洲作者不加區分地使用“鞑靼人”描述欧亚大陆北部的所有族群，同時将他們所在地方稱作“韃靼利亞”。然而到了17世紀，受天主教佈道著述的廣泛影響，“鞑靼”一詞轉向指代突厥人、蒙古人、滿人，由他們所統治的領土就被稱作“韃靼利亞”。「中國韃靼利亞」這個稱謂在1734年就被法國唐維爾用在一幅地圖上，該地圖於1737年隨《Nouvel atlas de la Chine, de la Tartarie Chinoise et du Thibet》（中国、中国韃靼利亞和西藏新地图集）出版。
唐維爾的地圖是屬於當時康熙帝諭令工作的一部分，並在耶稣會士的監督下由中國人印製出來。让-巴蒂斯特·杜哈尔德於1736年出版了《The General History of China Containing a Geographical, Historical, Chronological, Political and Physical Description of the Empire of China, Chinese-Tartary, Corea and Thibet》并提及“鞑靼利亚”一词。他於1738年還出版了《对中国和鞑靼帝国以及朝鲜王国和西藏王国的描述》。

## 藩部的形成
藩部納入清朝版圖的過程多種多樣。內蒙古科爾沁、喀喇沁等部通過聯姻或會盟，成為後金的臣屬。札魯特、巴林等部落在皇太極以武力征服與誘降、招撫並用的情況下投奔後金。青海的和碩特部、西藏達賴喇嘛起初是朝覲、入貢並接受冊封，後來才接受清朝的統治。外蒙古喀爾喀三汗、衛拉特蒙古杜爾伯特部 (綽羅斯氏)、舊土爾扈特部則是舉族前來歸附清朝。新疆哈密與吐魯番在清軍征伐準噶爾的過程中倒戈歸附。唐努烏梁海、阿爾泰烏梁海、新疆回部等經朝廷派員招撫後歸附，不久反叛，後又被平定。對於蒙古察哈爾部、準噶爾部，則是以武力征服。

## 政治制度
蒙古實行盟旗制和札薩克制。新疆回部實行伯克制。西藏設立噶廈管理各地事務，並沿襲帕木竹巴以來的宗谿制。布特哈打牲部落實行與滿洲相同的八旗制度。
各藩部均有清廷派驻的驻扎大臣履行监督任务，类似于英属印度派驻于土邦的驻扎官。故藩部与名义上向清朝称臣纳贡的“属国”不同。

## 區域劃分
在地理上，藩部包括蒙古、新疆、青海、西藏以及黑龍江的打牲部落。《清史稿》云：“自松花、黑龍諸江，迤邐而西，絕大漠，亙金山，疆丁零、鮮卑之域，南盡崑崙、析支、渠搜，三危既宅，至於黑水，皆為藩部”。

### 蒙古高原
| - 察哈爾八旗 - 歸化城土默特 - 內蒙古 - 西套蒙古 | - 外蒙古 - 唐努烏梁海 - 科布多 - 阿爾泰 |

### 青海
- 青海蒙古
- 玉樹等四十族（後合併為二十五族）
- 環海八族

### 西藏
| - 衛 - 藏 - 阿里 - 喀木（康） | - 霍爾三十九族 - 達木蒙古 |

### 新疆
| - 凖部 - 伊犁 - 烏魯木齊 - 庫爾喀喇烏蘇 - 哈密 - 吐魯番 - 塔爾巴哈台 | - 回部 - 喀什噶爾 - 葉爾羌 - 和闐 - 阿克蘇 - 烏什 - 庫車 - 喀喇沙爾 |

### 黑龍江
- 布特哈（打牲部落）
- 依克明安旗

## 藩部的屬國
西藏周邊的一些部族，或尊崇藏傳佛教，或為藏人後裔，在政治上和宗教上附屬於西藏。主要有：
- 廓爾喀，今尼泊爾，後成為清朝的「藩屬國」，可以直接赴京朝貢
- 麻域，即拉達克（今印度控制的克什米爾東南部联邦领土）
- 哲域，即哲孟雄（今印度东北部锡金邦）
- 主域，即布嚕克巴（今不丹）

其中拉達克曾為阿里三圍（麻域、布讓、古格）之一，拉达克战争后曾向西藏进贡。鸦片战争前夕，拉達克被锡克王国所属的克什米尔森巴人（道格拉人）吞并。

## 現代範圍
屬於德安维尔的地圖裡面所描述的中國韃靼利亞範圍，包括如下地方：
- 蒙古，包括蒙古国（原外蒙古）和中国统治的内蒙古
- 东鞑靼利亚，包括中国东北和俄罗斯远东部分区域（俗称外满洲）
- 青海
- 新疆

到了1832年，中國韃靼利亞的地理邊界被《地理词典》或《世界地名词典》所定義下來。清朝間接統治的西藏有時也包括在內。
而在1867年，中國韃靼利亞的地區整體被描述成由满洲、蒙古和伊犁（新疆）組成的三大區域。